# Drin
A Drin (szerbül és macedónul Дрим vagy Drim, görögül Δρίνος Ποταμός vagy egyszerűen Δριν, az ókorban Δριλων ) folyó Albánia területén.
A folyó Kukës albán városkánál, a Fehér-Drin és a Fekete-Drin összefolyásával keletkezik. Hossza 285 km, vízgyűjtő területe 11 756 km², míg átlagos vízhozama 352 m³ másodpercenként. Hajózásra nem alkalmas.
Érdekes módon a folyó kb. 20 km-re az Adriai-tengertől elágazik északi és déli ágra. Ez egy 1858-ban történt talajsüllyedés következménye, hogy elkezdett északi irányba is folyni. Az északi ág a Nagy-Drin (albánul Drin i Madh)  Shkodra városa felé tart, és túl rajta, Rozafa váránál beömlik a Bunába. A déli ág (albánul Drin i Lezhës vagy Drinasa) az „ősi ág”, Lezha városkán átfolyva az Adriai-tenger Drin-öblébe torkollik.
Három nagyobb, mesterségesen felduzzasztott víztározó is van a folyón: a Fierzai-tó (Liqeni i Fierzës), a Komani-tó (Liqeni i Komanit) és a Vau i Dejës-i-tó (Liqeni i Vaut të Dejës).